# Saliha Banu Begum
Saliha Banu Begum (? – 10. června 1620) byla manželkou mughalského císaře Džahángíra. Byla známá také pod jmény Padšah Banu Begum nebo Padšah Mahal. 

## Rodina
Saliha Banu Begum byla dcerou Qaim Khana a pocházela z velmi vysoce postavené rodiny. Její bratr Abdur Rahim (titulovaný Tarbiyat Khan) byl jedním z nejvýše postavený mužů v dvoře jejího manžela. Byla vnučkou Muqima Khana, který měl předky mezi významnými šlechtici v dobách císaře Akbara.

## Manželství
Džahángír se s ní oženil v roce 1608, ve třetím roce jeho vlády. Tím se ještě více upevnila pozice ve vládě jejího bratra a získal titul Tarbiyat Khan. Jeho syn Miyan Joh, o kterého se později Saliha starala, když byl její bratr zavražděn, získal tento titul v roce 1626 také.
Po většinu Džahangírovi vlády byla titulována jako Padšah Banu (panovníkova dáma) a také Padšah Mahal (vládkyně paláce). Když v roce 1620 zemřela, titul přešel na jeho další manželku, Nur Jahan. Tato žena byla po celou dobu její jedinou konkurencí v boji o vládcovu náklonnost.
Saliha se vyskytovala často v tehdejších indických básních.

## Smrt
Saliha zemřela ve čtvrtek 10. června 1620. Džahángír poté tvrdil, že její smrt předpověděl astrolog Jotik Rai, který mu mimo jiné sestavoval horoskop. Od doby úmrtí manželky jej zbavil jeho funkce a nadále mu nesměl sloužit.